# 棱果秤锤树
棱果秤锤树（学名：Sinojackia henryi）为安息香科秤锤树属下的一个种。

## 扩展阅读
- 維基物種上的相關：棱果秤锤树